# Mexikanische Maße und Gewichte

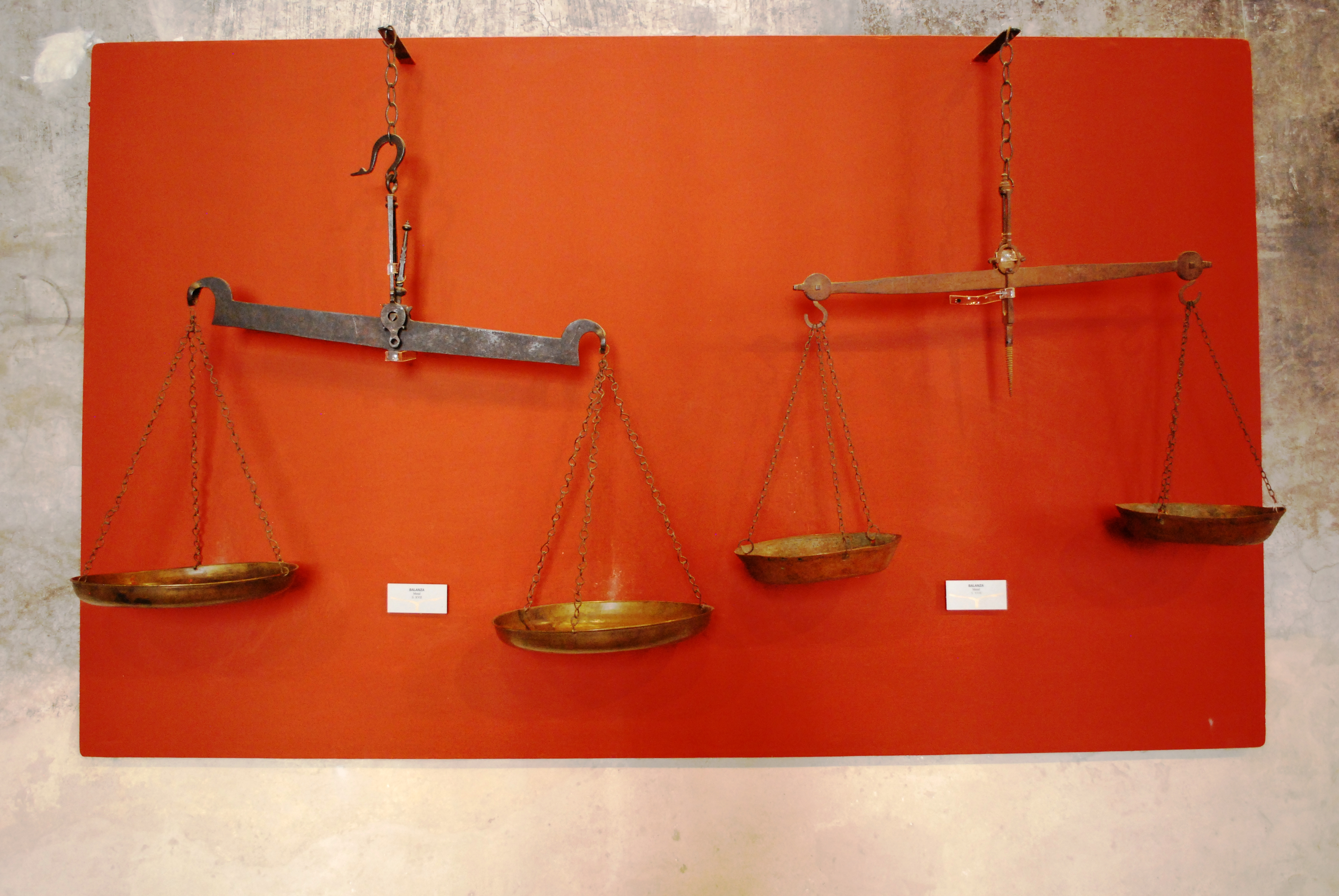
Alte Waagen im Museum von Zinacantepec

Die alten Maße und Gewichte Mexikos basierten auf den aus dem spanischen Mutterland bei der Conquista mitgebrachten. „Mexiko“ im hier gebrauchten Sinne umfasst den gesamten mittelamerikanischen Teil des Vizekönigreichs Neu-Spanien in seinen jeweiligen Grenzen und die unabhängigen zentralamerikanischen Republiken, d. h. bis zur US-amerikanischen Invasion 1848 auch die Gebiete von Kalifornien bis Texas. Die benutzten Maße blieben, allen Vorschriften zur Standardisierung zu Trotz, wie in Europa, besonders in den Hafenstädten, regional höchst unterschiedlich. Von einem „System der Maße und Gewichte“ kann für 16. – 18. Jahrhundert nicht gesprochen werden. Die in Guatemala, Honduras usw. genutzten Maße können wiederum von den beschriebenen abgewichen haben.

## 16. und 17. Jahrhundert
Erste Versuche einer Regulierung und Eichung begannen früh für die Hauptstadt Mexiko-Stadt. Die erste Regelung erfolgte 1536 durch den Vizekönig Antonio de Mendoza, wobei ein vara gleich drei, ein paso gleich fünf Fuß und ein cabezada 96×192 vara groß sein sollte. 1542 wurden, zunächst nur für die Hauptstadt, 1574 für alle Märkte, arroba, azumbre (für Wein und Öl), fanega, celemín und 1545 pipas (27½ arrobas) als Standard festgeschrieben. Vizekönig Manrique bestimmte 1589 die vara de Burgos zum Standard-Längenmaß.
Nachdem eiserne Standardgewichte beschafft worden waren, mussten Händler seit 1620 die von ihnen benutzten drei Mal jährlich überprüfen lassen. Gewichte aus Holz sowie die Verwendung gewisser Maße wurde durch diese Verordnung ebenfalls untersagt. Erst 1667 wurde die ausschließliche Verwendung gepunzter Gewichte Vorschrift, dies wurde aber weiterhin vielfach umgangen. Ein Grund dafür waren die Zünfte, deren Privilegien ihnen gestatteten nach Körpermaßen zu messen.

## 18. und 19. Jahrhundert
Die Vorschriften von 1787 und 1797 bestätigten im Wesentlichen die Bestimmungen von 1620.
Zur Zeit König Karl IV. wurde mit Dekret vom 26. Januar 1801 bestimmt, dass für Längenmaße die vara de Burgos, für trockene Schüttgüter die halbe fanega von Avila, für Flüssigkeiten der in Toledo übliche cuartillo und für Gewichte die kastilische Mark zugrunde gelegt werden sollten. Von einer Standardisierung der Einheiten in der Region konnte weder nach dieser noch nach der (ersten) offiziellen Einführung des Meters während der Französische Intervention in Mexiko 1867 kaum gesprochen werden. Der zweite Anlauf zur Umstellung auf das metrische System erfolgte zur Jahrhundertwende. Pesos gestückelt in 100 centavos wurden ab 1905 geprägt.
Die Umstellung auf das metrische System begann in Peru und Chile 1848, Spanien 1852 und Costa Rica 1908. Die alten Einheiten, besonders Vara (84 cm) und Quintal (ca. 46 kg) blieben im Handel noch bis weit ins 20. Jahrhundert in Gebrauch.

## Regulierung, Eichung
Am 13. Januar 1525 wurde für die Märkte von Mexiko-Stadt ein Aufseher (contraste) ernannt, der die Gewichte zu eichen und gegen Gebühr diese zu punzieren hatte. Das Amt wurde jährlich im Januar aufs Neue versteigert, der Ausübende und seine Helfer war üblicherweise Schmiede. Um 1620 kostete diese Lizenz um 600 Pesos ($), ihr Preis stieg später auf etwa 1100. Die Aufseher hatten auch das Recht Strafen bei Verwendung falscher oder nicht standardkonformer Gewichte zu verhängen, jedoch blieb die Vielfalt der gebrauchten Einheiten schwer überschaubar.

## Längen- und Flächenmaße
Die Basis der Längenmessung war die vara („Rute“), die von Alfons dem Weisen (X. von Aragon, reg. 1252–84) auf drei römische Fuß (à 29,5 cm) festgelegt worden war. Zu Zeiten Heinrich II. und Alfons XI. wurde die Länge neu definiert. Diese war schon bis zur Reform 1801 als vara de Burgos bzw. „kastilische Rute“ der De-facto-Standard. Zu Beginn der Kolonialzeit entsprach die legua 3000 pasos de Salomón mithin 4179 m.
Längenmaße
| Einheit                  | entspricht                 | Pulgada | Meter   |
| ------------------------ | -------------------------- | ------- | ------- |
| Legua („Meile“)          | 5000 Varas                 | 180000  | 4190    |
| Cordel                   | 10 Varas                   | 360     | 8,38    |
| Braza; Estado            | 2 Varas                    | 72      | 1,67    |
| Vara („Rute“)            | 3 Pies, oder 4 Palmos      | 36      | 0,838   |
| Codo                     | ½ Vara                     | 18      | 0,418   |
| Pie                      | 12 Pulgadas, oder 16 Dedos | 12      | 0,279   |
| Palmo mayor Palmo romano | 16⁄15 Palmo                | 9,6     | 0,2218  |
| Palmo                    | 9 Pulgadas oder 12 Dedos   | 9       | 0,209   |
| Pulgada                  | 12 Líneas                  | 1       | 0,0233  |
| Dedo                     | 9 Líneas                   | 3⁄4     | 0,0175  |
| Línea                    | 12 Puntos                  | 1⁄12    | 0,0019  |
| Punto                    |                            | 1⁄144   | 0,00016 |

Abweichend davon gebräuchlich waren noch palmo menor zu vier Dedos; jeme (13,9 cm) sowie ein Dedo, der aus drei pajas und vier granos zusammengesetzt war. Besonders für Höhenmessungen fand der estado zu 2⅓ Varas Verwendung.

### Flächenmaße
Für Landvermessungen und im Bergbau blieb die vara de Toledo (83,59 cm), die in 48 dedos geteilt wurde, im Gebrauch. Für Grundstücke im 17. und 18. Jahrhundert wurde die legua in marcas zu je 2⅞ Varas unterteilt. Die cordel hatte hier 50 oder 69 Varas. Im Hausbau waren auch paso de cuadra von zunächst 141, später 150 Fuß Länge üblich.
| Einheit (ggf. im Quadrat) | entspricht     | Quadratmeter |
| ------------------------- | -------------- | ------------ |
| Acre                      |                | 40,468 Ar    |
| Estadal                   | 16 Vara²       | 11,18 m²     |
| Cordel                    | 10 Vara²       | 6,96 m²      |
| Vara                      | 1296 Pulgadas² | 0,70 m²      |
| Pie                       | 144 Pulgadas²  | 0,0775 m²    |
| Palmo                     | 81 Pulgadas²   | 0,437        |
| Pulgada                   | 144 Líneas²    | 0,111 m²     |
| Línea                     |                | 0,0027 cm²   |

Landgüter
Die Veteranen den Conquista erhielten nach der Eroberung Ländereien zu ihrer Versorgung: Fußsoldaten eine peonia, Berittene eine deutlich größere Caballería.
Die häufige Änderung der Maße erlaubte es besonders Großgrundbesitzern sich auf Kosten der indianischen Kleinbauern zu bereichern. Die entstehende Missgunst war als „Landfrage“ einer der Ausgangspunkte für die Revolution von 1911.
| Einheit                        | Abmessungen (Varras)        | Hektar  |
| ------------------------------ | --------------------------- | ------- |
| Hazienda                       | 5000 × 25000 (1 × 5 leguas) | 8778,05 |
| Sitio de genado mayor          | 5000 × 5000                 | 1755,61 |
| Sititio de genado menor        | 3333,3 × 3333,3             | 780,27  |
| Fundo legal                    | 1200 × 1200                 | 101,12  |
| Solar                          | 1000 × 1000                 | 70,22   |
| Caballería                     | 1104 × 552 (4 suertes)      | 42,79   |
| Fanega (de sembradura)         | 376 × 184                   | 3,57    |
| Cuartilla (de sembradura)      | 250 × 100                   | 1,75    |
| Estajo                         | 100 × 100                   | 0,700   |
| Solar para molin, casa o venta | 50 × 50                     | 0,35    |

Ein Viertel eines Sitios war ein criadero. Besonders in der Frühzeit wurde die Caballería auch anders vermessen. Auch floss die Bodenqualität bei der Vergabe mit ein: tierras de negro war gutes Ackerland, tierras de cojer, war Land das noch ohne Bewässerung auskam, Land für Gartenbauzwecke hieß tierra de panllevar.
Indianerdörfer
Den bestehenden Indianerdörfern wurde ein kollektiver Grundbesitz in Form eines ejido zugestanden. Dieser sollte nach dem Gesetz 500 Quadrat-Varra groß sein, was 1657 auf 600 erhöht wurde. Vielfach wurden jedoch die Ansprüche von den zugewanderten Hazienderos übergangen. Oft war für die Landverteilung die Gemeinde (municipio) zuständig, die die Indianer übervorteilte. Ebenfalls in Gemeindehand blieben die Grundstücke für öffentliche Zwecke (proporio).

## Hohlmaße
| Einheit (Kubik)           | entspricht     | Kubikmeter |
| ------------------------- | -------------- | ---------- |
| Brazada (für Baumaterial) | 8 Vara³        | 4,707      |
| Vara                      | 27 Pies³       | 0,58848    |
| Pie                       | 1728 Pulgadas³ | 0,21796    |
| Palmo                     | 729 Pulgadas³  | 0,1059     |
| Pulgada                   |                | 0,00037    |
| Línea                     |                | 0,000073   |

Weiter in Gebrauch waren noch für Holz der estero („Ster“) mit ca. 1 m³, für Brennholz und Holzkohle rechnete man in zontle zu 100 manos („Handvoll“) mit je vier trozos („Brocken“) oder in bracina. Alternative Einheiten dafür waren auch saca, raja, cuerda und tequio.
Weitere Einheiten existierten für bestimmte Güter. So bulto für Bohnen und Holz. Cacaxtle, tercio und paxtle für Früchte und Zucker; haz für Weizen und Zuckerrohr; ristra und mancuerna für Knoblauch. Die burrada fand sowohl für Brennholz als auch Zucker Verwendung. Bananen wurden per gajo (11 Stück), racimo (60 Stück), tambache (ca. 25 kg) oder atado (ca. 38 kg) gehandelt. Maiskolben zählte man in canasta oder jiquipil. Botijuela (etwa 10 kg) benutzte man für Honig, eine chiquihuite hatte 230 Früchte etc. pp.

### Schüttgut (trocken)
| Einheit (Kubik) | entspricht                | Liter   |
| --------------- | ------------------------- | ------- |
| Cahiz           | 576 Cuartillos 12 Fanegas | 1089,78 |
| Carga           | 96 Cuartillos 2 Fanegas   | 181,63  |
| Fanega          | 48 Cuartillos             | 90,815  |
| Cuartilla       | 12 Cuartillos             | 22,704  |
| Almud Celemín   | 4 Cuartillos              | 7,568   |
| Cuartillo       |                           | 1,892   |

Theoretisch war die Fanega de Avila das Standardmaß, je nach Herkunft der Händler wurde jedoch oft den Maßen von Málaga, Oviedo, Bilbao usw. gefolgt.
Um die Verwirrung zu vervollständigen, bezeichnete eine Fanega im landwirtschaftlichen Bereich eine rechteckige Fläche von 184×276 Varas (3,57 Hektar).
Weitere zeitweise gebräuchliche Einheiten waren: Zurrón für Weizen, paca für Baumwolle (beide je ca. 45-6 kg). Eine sarta Kaffee oder Chili wog zwischen 2 und 4 kg. Ein mazo Zucker war ein Kilo, das mano gab 2–2½ kg. Wie viel Schüttgut ein costal, maquila, mogote, pancle, tercio oder saco wirklich enthielt, lässt sich nicht mehr klären.
Papier
Papierbogen wurden folgendermaßen gezählt: 10000 waren ein balón zu 20 resmas, welche wieder in 20 manos (25 Stück) geteilt wurden. Fünf Bogen waren ein cuaderno.
Pergament wurde in embotijado zu acht Dutzend gezählt.

### Flüssigkeiten
Besonders alkoholische Getränke wurden in botijas gemessen, deren Volumen im Kleinhandel zwischen fünf bis acht Litern schwankte. Gerade für die zahlreichen Maße für Wein und Schnaps lässt sich keine genaue Aussage machen. Gebräuchlich waren: Damazana und Garafa (beide um 20 l), galón (um 3,5 l), damajuana und chochocol (17–20 l), garrafón (17–25 l). Dazu kamen für andere Getränke noch tepachi, cantáro castellana, chinguirito, charaje de piña usw. Ein Fass Branntwein wurde in den Regionen von Córdoba, Orizaba, Jalapa und Coatepec mit 160 cuartillos, anstatt der sonst üblichen 150 gerechnet. Quelli eine Einheit für den Schnaps der Eingeborenen hatte 15 l in Oaxaca, aber nur 13,850 im Gebiet von Tehuantepec.
Milch wurde traditionell per azumbre verkauft, dem jedoch 1½ Azumbres Wein entsprachen.
| Einheit (Kubik)     | entspricht            | Liter                                             |
| ------------------- | --------------------- | ------------------------------------------------- |
| Pipa                | 6 Barriles            | 456                                               |
| Botija (Großhandel) |                       | 435                                               |
| Barril („Faß“)      | (10 Jarras)           | 76                                                |
| Cántara             |                       | Öl: 16,14 (de Avila zu 8 Azumbres) Anderes: 12,56 |
| Jarra („Krug“)      | 16 oder 18 Cuartillos | 8,22                                              |
| Cuartillo           | 2 medios              | 0,456 Öl: 0,562                                   |
| Medio               | 4 cuartos             | 0,228                                             |

Hydraulische Maße
Hydraulische Maße waren zur Berechnung des Verbrauchs von Bewässerungsanlagen, Wasserrädern und öffentlichen Brunnen wichtig. Die einem Landbesitzer zustehende Wassermenge wurde durch Vermessung (reconocimiento oder inquisición) bestimmt. Zugrundegelegt wurde der buey („Ochs,“ 9831,2 l/min), der eine Fläche von 1296 Quadrat-Pulgada bewässerte. Der Surco war ein 8 Dedos tiefer Graben, der an der Basis 6 Dedos breit war, was 194,4 l/min entsprächen. Kleinere Einheiten waren: Naranja (64,8 l/min), limón oder real 8,10 l/min (= 18 pajas). merced 2,25 l/min und paja 0,45 l/min = ein cuartillo pro Minute.

## Gewichte
Für Zölle im Überseehandel war die tonelada (de buque) die Grundeinheit. Im Zolltarif waren die Relationen bestimmter Güter pro Tonelada (t) fixiert. So entsprachen z. B. 1 t, 10 Säcke Geschirr oder 5 botijas Wein. Paila war eine Einheit für Kupfer. Das Real proyecto de comercio von 1720 berechnete den Zoll auf Kubik-Palmo.
Besonders die carga („Last“) wich regional oder im Bezug auf das jeweilige Gut stark voneinander ab. Für Kalk und Kies enthielt sie 12 Arrobas, bei Sand wurden 14 Arrobas gerechnet, Getreide 16 Arroba und wenn Honig in Oaxaca, Valladolid oder Mexiko-Stadt gemessen wurde, waren es 18 Arrobas. Koschenille wurde beim Export jedoch nur mit 9 Arrobas pro Carga angesetzt.
Edelsteine wurden in Karat (quilate) gewogen, jedoch wurde nicht das weit verbreitete Amsterdamer Karat zu 0,1997 g, sondern ein etwas schwereres von 0,2058 g benutzt.
| Einheit                 | entspricht                            | kg                    |
| ----------------------- | ------------------------------------- | --------------------- |
| Carretada oder, Guallín | 10 Cargas                             | 1380                  |
| Tonelada                | 86,08 Arrobas                         | 1000                  |
| Tonel macho             | 82,5 Arrobas (3 Pipas zu 27½ arrobas) | 920,2                 |
| Carga doble             |                                       | 181,6                 |
| Carga                   |                                       | 138,0 Getreide: 103,5 |
| Quintal                 | 100 Libras                            | 46,025                |
| Arroba                  | 25 Libras                             | 11,506                |
| Libra                   | 16 Onzas                              | 0,46025               |
| Libra romana            |                                       | 0,3275                |
| Onza                    | 16 Adrames                            | 0,2876                |
| Adrame                  | 3 Tomines                             | 0,0018                |
| Tomín                   | 12 Granos                             | 0,00059               |
| Grano                   |                                       | 0,00005               |

### Edelmetallgewichte

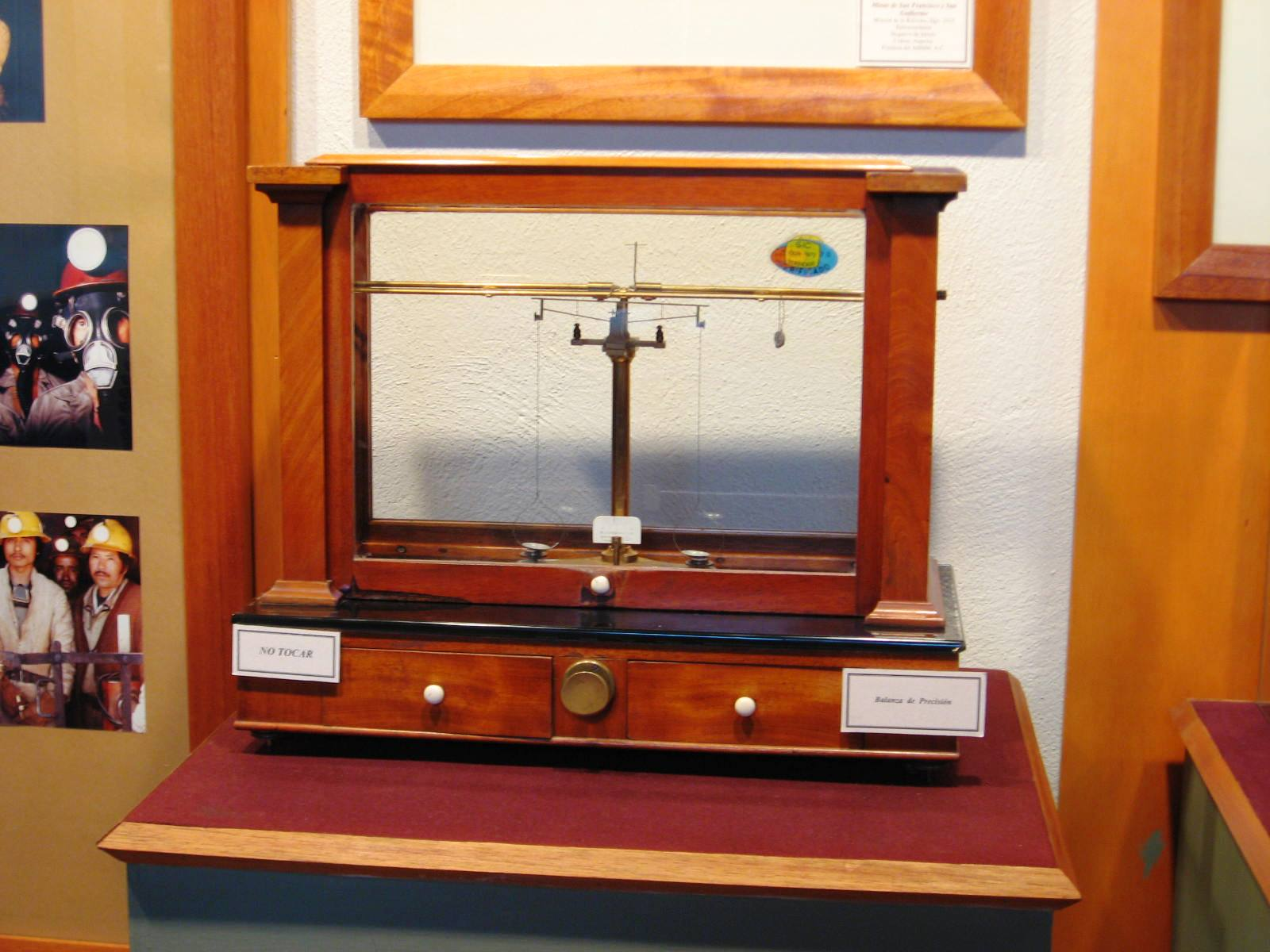
Waage für Edelmetalle im Bergwerksmuseum von Pachuca

Im Gegensatz zu den Standards auf den Märkten wurden die auf der kastilischen Mark (230,2 g zu 8 Unzen) basierenden Vorgaben für Münzprägungen streng befolgt. Dies führte dazu, dass der mexikanische Dollar („Stück von Achten“), dessen Feingehalt sich in den drei Jahrhunderten seiner Herstellung nur um 7½% verminderte, die dominierende Handelsmünze in den USA (bis 1857) und dem gesamten ostasiatischen Raum (bis 1900–10) blieb.

### Apothekergewichte
Die Apothekergewichte folgten der in ganz Europa üblichen Einteilung 12 Unzen pro Pfund, jedoch hatte das zugrundeliegende Pfund nur 345,18 g.